# Pomrów czarniawy

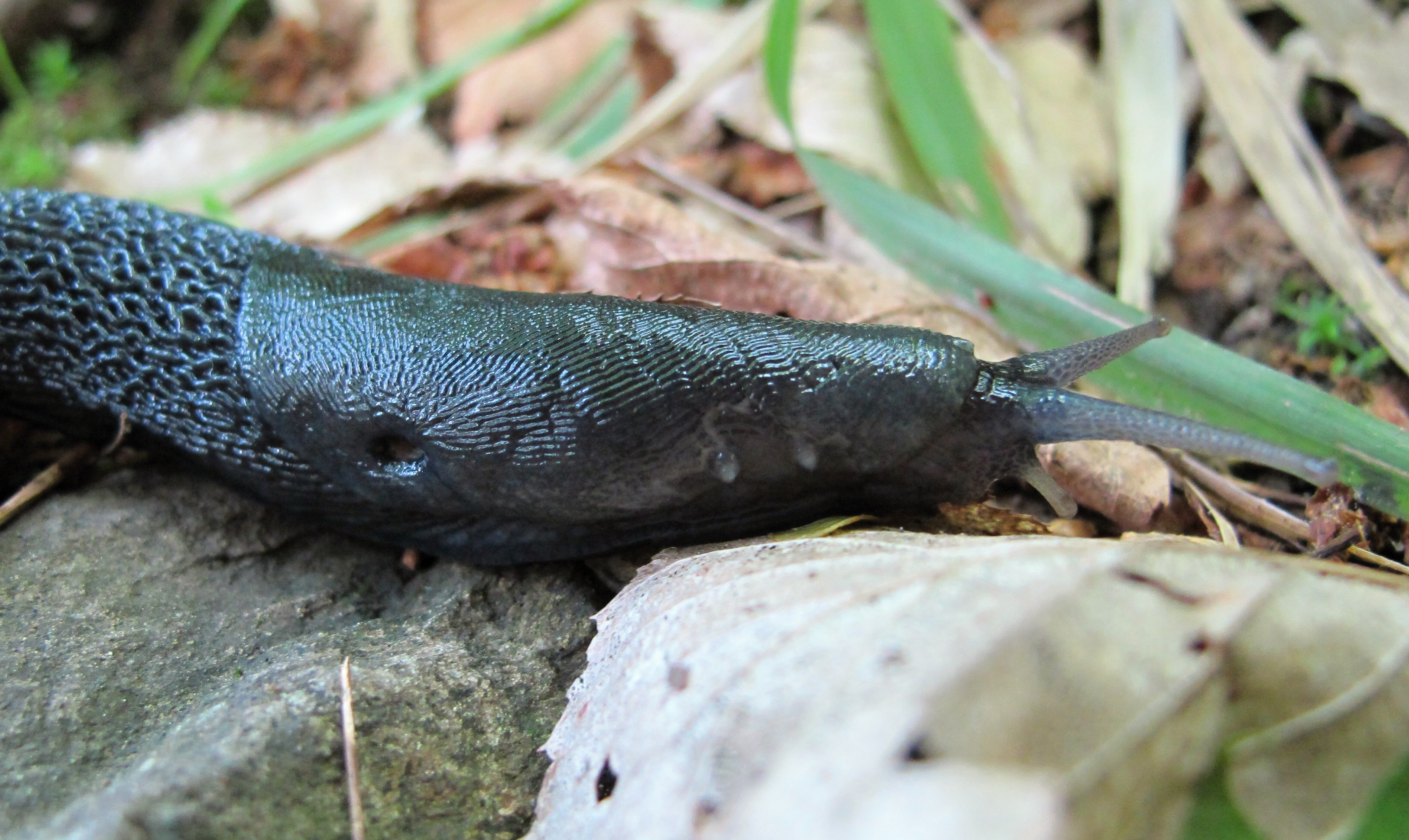

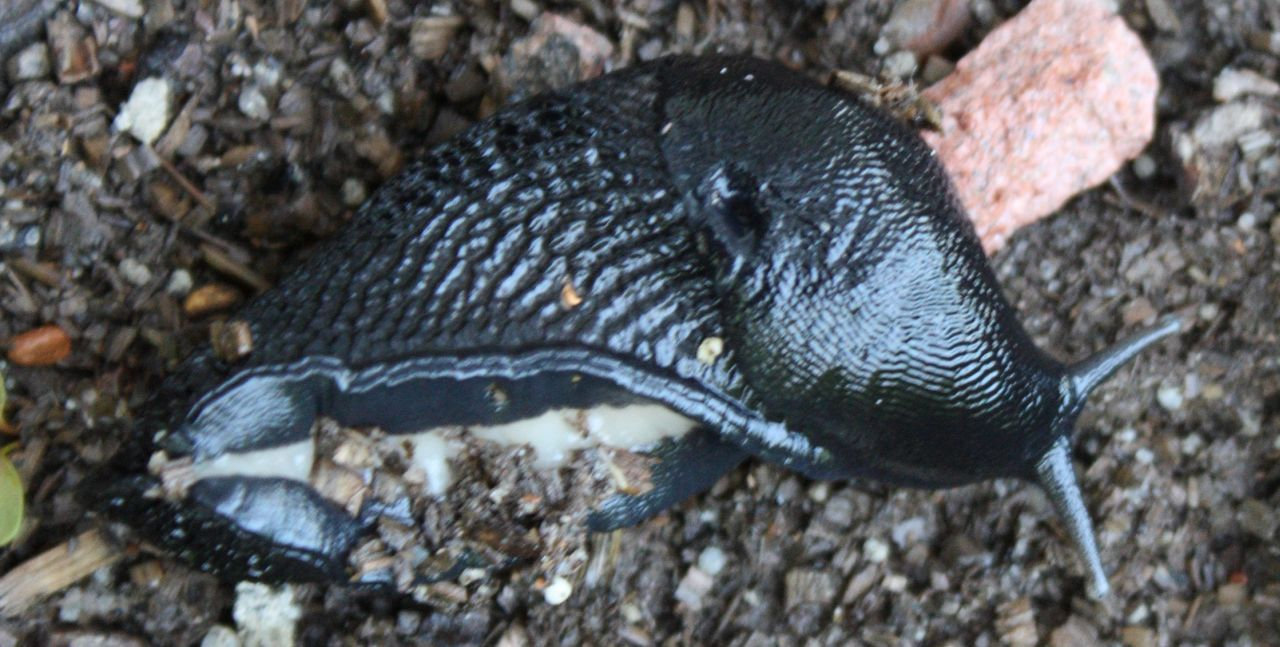
Biały pasek pod stopą

Pomrów czarniawy (Limax cinereoniger) – gatunek ślimaka z rodziny pomrowiowatych (Limacidae). Wraz z pomrowiem wielkim są największymi z polskich ślimaków nagich.

## Budowa
Osiąga długość do 20 cm. Ubarwienie jednolite: popielate, beżowe, kawowe lub czarne. Zwykle z ciemniejszym płaszczem, u dorosłych boczne pola podeszwy są zawsze czarne, podeszwa u młodych osobników jednobarwna i jasna, zazwyczaj. Na płaszczu nigdy nie występują plamy, zdarzają się takie natomiast na pozostałych częściach ciała. Na przodzie ciała posiada dwie pary czułków. Pozostałością muszli jest cienka, wapienna płytka, okryta płaszczem. Niewielki otwór oddechowy znajduje się z boku w tylnej części płaszcza.

## Występowanie
Zamieszkuje całą Europę. W Polsce występuje jako gatunek zawleczony od XVI wieku. Występuje głównie w zaroślach i lasach liściastych oraz mieszanych. W ogrodach i parkach jest rzadki. Unika miejsc suchych i nasłonecznionych.

## Tryb życia
Głównym źródłem jego pokarmu są grzyby, przy czym preferuje już nadgryzione. Zjada zarówno grzyby jadalne dla człowieka, jak i te dla ludzi trujące. Nie gardzi jednak również innymi źródłami pokarmu: roślinami, glonami i porostami, a także martwą materią organiczną. Pierwsza, znajdująca się bliżej ziemi para czułków odbiera bodźce dotykowe, druga, położona w górnej części głowy para dłuższych czułków odbiera bodźce świetlne. W skórze ma zakończenia nerwowe rozpoznające kwasowość podłoża. Żeruje głównie w nocy, po opadach deszczu wychodzi na żerowanie również w dzień. Żyje kilka lat.

## Rozród
Jest jajorodny i jest obojnakiem. Aby mógł się rozmnażać, konieczne jest zapłodnienie krzyżowe pomiędzy dwoma osobnikami. Odbywa się to w dość specyficzny sposób – kopulujące z sobą ślimaki (każdy z nich jest hermafrodytą) wykonują charakterystyczny „taniec”, wisząc przy tym np. na gałązce na wytworzonych przez siebie pasmach śluzu. Podczas tej kopulacji przekazują sobie nawzajem wypełnione plemnikami spermatofory. Zapłodnione wzajemnie ślimaki składają od 50 do 130 jaj, na ziemi, w jakimś zasłoniętym miejscu.